# 约翰·奥拉夫·科斯
约翰·奥拉夫·科斯（挪威語：Johann Olav Koss，1968年10月29日—），挪威男子速度滑冰运动员。他曾代表挪威在冬季奥运会速度滑冰比赛中获得4枚金牌、1枚银牌和枚铜牌。